# Vista Serrana
Pour les articles homonymes, voir Serrana (homonymie).
Vista Serrana est une ville brésilienne du nord-ouest de l'État de la Paraíba.
Sa population était estimée à 3 253 habitants en 2007. La municipalité s'étend sur 61 km2.